# Un día más con vida
Un día más con vida es una película documental de animación en coproducción polaca, española, belga, alemana y húngara, dirigida por Raúl de la Fuente y Damian Nenow el 2018, basado en la autobiografía Jeszcze dzień życia del periodista polaco Ryszard Kapuściński. Su presupuesto era de 7 millones de euros.

## Argumento
Historia de un viaje de tres meses que el conocido periodista polaco Ryszard Kapuscinski recorrió Angola en el comienzo de la guerra civil angoleña en 1975. guerra civil en las que las líneas del frente se cambiaron de un día para otro.

## Reparto
- Miroslaw Haniszewski – Ryszard Kapuściński
- Vergil J. Smith – Queiroz / Luis Alberto / Nelson
- Tomasz Zietek – Farrusco
- Celia Manuel - Carlota /Dona Cartagina / Dona a la carretera
- Olga Boladz – Carlota / Dona Cartagina
- Rafal Fudalej – Friedkin / Estudiant
- Pawel Paczesny – Soldat portuguès / Carlos
- Jakub Kamienski – Luis Alberto / Nelson / Papà
- Kerry Shale – Ryszard Kapuściński (voz)
- Daniel Flynn – Queiroz (voz)
- Youssef Kerkour – Farrusco (voz)
- Lillie Flynn – Carlota (voz)
- Akie Kotabe – Friedkin / Estudiante (voz)
- Ben Elliot – Soldado portugués (voz)
- Emma Tate - Doña Cartagina (voz)
- Jude Owusu – Carlos (voz)
- Martin Sherman – Luis Alberto / Nelson (voz)
- William Vanderpuye – Daddy (voz)
- Wilson Benedito – Soldado (voz)

## Críticas
La técnica elegida es la rotoscopia. (...) Apurando la sensación es más real que la propia realidad: hiperreal por tanto (...) Lo que queda al final es una frontera que se cruza, un límite que se borra. Entre la realidad y el deseo.
Luis Martínez

La novela de Kapuscinski encuentra en el trabajo de Raúl de la Fuente y Damian Nenow la bendición de la originalidad y la fortuna del talento. (...) fantástica animación (...) es entretenida y muy original Puntuación: ★★★ (sobre 5)
Oti Rodríguez Marchante

## Premios y nominaciones
| Fecha                    | Ceremonia                                       | Categoría                                                             | Receptor(es)                                                               | Resultado | Ref.   |
| ------------------------ | ----------------------------------------------- | --------------------------------------------------------------------- | -------------------------------------------------------------------------- | --------- | ------ |
| 19 de mayo de 2018       | 71.º Festival Internacional de Cinema de Cannes | L'Œil d'or                                                            | Another Day of Life                                                        | Nominado  | [ 6 ]  |
| 21 de junio de 2018      | Biografilm Festival                             | Premio a la mejor película Unipol                                     | Another Day of Life                                                        | Nominado  |        |
| 21 de junio de 2018      | Biografilm Festival                             | Mención especial del Jurado                                           | Another Day of Life                                                        | Ganador   |        |
| 21 de junio de 2018      | Biografilm Festival                             | Premio de la Audiencia- Competición Internacional                     | Another Day of Life                                                        | Ganador   |        |
| 22 de septiembre de 2018 | 43.er Festival de Cine Polaco de Gdynia         | Garra Dorada - Competición Visions Apart                              | Another Day of Life                                                        | Nominado  |        |
| 28 de septiembre de 2018 | 2.º Festival de Cine El Gouna                   | Estrella Dorada - Competición de documentales                         | Another Day of Life                                                        | Nominado  |        |
| 28 de septiembre de 2018 | 2.º Festival de Cine El Gouna                   | Premio de la Audiencia                                                | Another Day of Life                                                        | Ganador   |        |
| 29 de septiembre de 2018 | 66.º Festival de Cine de San Sebastián          | Perlak                                                                | Another Day of Life                                                        | Nominado  | [ 7 ]  |
| 29 de septiembre de 2018 | 66.º Festival de Cine de San Sebastián          | Premio de la Audiencia Ciudad de Donostia                             | Another Day of Life                                                        | Nominado  |        |
| 14 de octubre de 2018    | 4th Festival de Cinema Olsztyn WAMA             | Premio de la Audiencia                                                | Another Day of Life                                                        | Ganador   |        |
| 28 de octubre de 2018    | 16º Tofifest                                    | Golden Angel                                                          | Another Day of Life                                                        | Nominado  |        |
| 9 de diciembre de 2018   | 2.º Premios Emile                               | Mejor dirección                                                       | Damian Nenow, Raul de la Fuente                                            | Nominado  |        |
| 9 de diciembre de 2018   | 2.º Premios Emile                               | Mejor guion en largometraje                                           | Raul de la Fuente, Amaia Remirez, Niall Johnson, David Weber, Damian Nenow | Nominado  |        |
| 9 de diciembre de 2018   | 2.º Premios Emile                               | Mejor diseño del fondo y personajes en una producción de largometraje | Rafał Wojtunik                                                             | Nominado  |        |
| 9 de diciembre de 2018   | 2.º Premios Emile                               | Mejor banda sonora en una producción de largometraje                  | Mikel Salas                                                                | Nominado  |        |
| 9 de diciembre de 2018   | 2.º Premios Emile                               | Mejor diseño de sonido en una producción de largometraje              | Oriol Tarragó                                                              | Nominado  |        |
| 15 de diciembre de 2018  | XXXI Premios del Cine Europeo                   | Mejor película europea de animación                                   | Another Day of Life                                                        | Ganador   | [ 8 ]  |
| 2 de febrero de 2019     | XXXIII Premios Goya                             | Mejor película documental                                             | Another Day of Life                                                        | Ganador   | [ 9 ]  |
| 28 de enero de 2019      | Medallas del CEC de 2018                        | Mejor película de animación                                           | Another Day of Life                                                        | Ganador   | [ 10 ] |